# Vriesea minuta
Vriesea minuta là một loài thuộc chi Vriesea. Đây là loài đặc hữu của Brasil.